# Anders Olesen (jurist)
 Der er flere personer med dette navn, se Anders Olesen (forfatter).
Anders Olesen (5. september 1854 i Vrensted, Børglum Herred – 15. december 1929 i Vodskov) var en dansk jurist.
Han voksede op i Vrensted og var meget alene på familiens englod i Vrensted Kær. Han har udtalt, at han engang hørte en indre stemme sige, at han ville komme i besiddelse af store jordarealer, og at det ville være en herlighed at eje sådanne.
I 1877 blev han ansat hos sagfører Ingerslev i Nørresundby. Hos ham så han de tvangsauktioner, der blev afholdt i Hammer Bakker. I 1887 døde Ingerslev og Olesen overtog sagførervirksomheden. Han købte Ingerslevs gård med et stykke skov med et lille hus nær Vodskov. Der fandtes rester af en gammel skov. I Vrensted var der på den tid og i sagførerens barndom ingen træer. Han fandt bevoksningen fantastisk smukt og besluttede sig til at tilplante Hedebakkerne, som han vidste, havde været skovklædte. Det gjorde han ved systematisk at købe jordlodderne rundt omkring i bakkerne.
Derudover stod han bag mange byggerier i Vodskov. Blandt dem kan nævnes Vodskov skoles hovedbygning, Vodskov Kirke, anstalten for psykisk syge, sin egen villa samt et plejehjem, der blev bygget for de penge, han havde undladt at betale i skat. I Vrensted stod han bag byggeriet af enkernes hus. Han var medstifter af Nørresundby Bank, som finansierede genoptrykninghen af Niels Hedins bog i 1976.
Han døde d. 15. december 1929 og ligger begravet på Vrensted kirkegård.
Han var hadet af dem, han købte jord af, og elsket af dem, der i dag nyder godt af skoven.